# ليونبرغ
ليونبرغ (ڤورتمبرغ) (بالألمانية: Leonberg) هي Grosse Kreisstadt، مدينة وبلدة ألمانية تقع في ألمانيا في بوبلينغين. يقدر عدد سكانها بـ 45,587 نسمة .

## المدن التوأمة
مدن Neukölln، بلفور، روفينج وباد لوبن اشتاين هي مدن توأمة لـليونبرغ (وورتمبرغ).

## أعلام
- كريستيان فاغنر
- فريدريك فيلهيلم يوزف شيلن
- فراي أوتو
- بيانكا لاماده
- فولفغانغ إيفال
- كريستوف هوفمان
- مارتن فينتركورن
- هاينريش فريدريش أوتو هابيل